# Młyn Parowy na Solcu

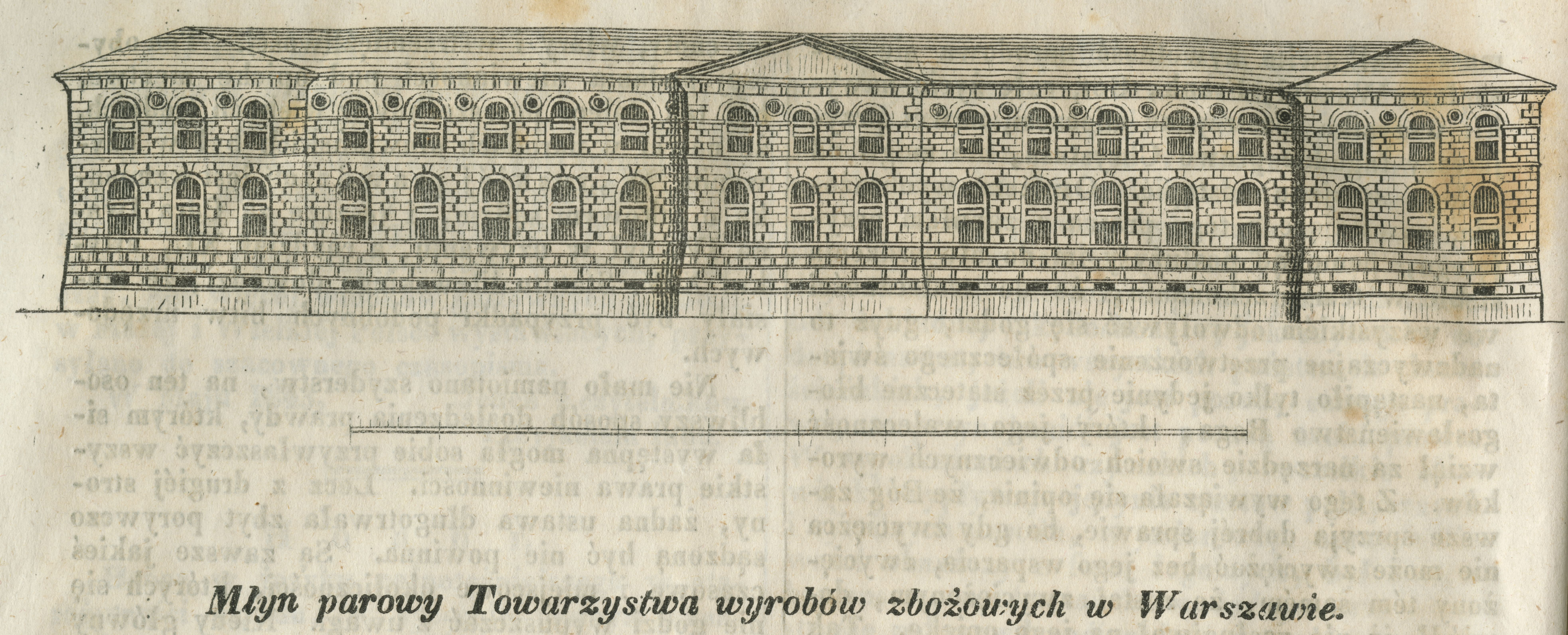
Młyn parowy Towarzystwa Wyrobów Zbożowych, 1843

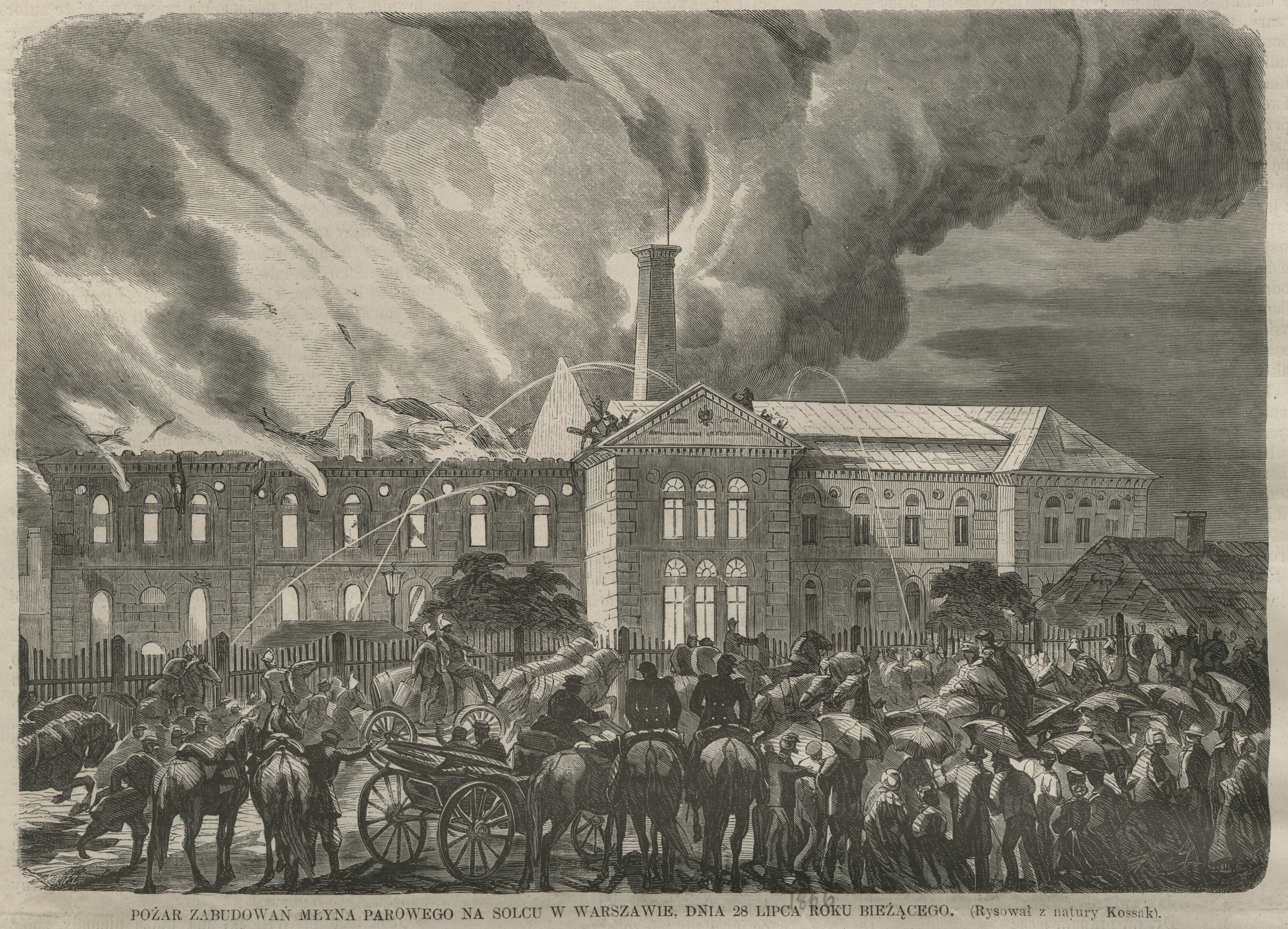
Pożar zabudowań młyna parowego na Solcu w Warszawie, dnia 28 lipca roku bieżącego – rys. (z natury) J. Kossak, ryt. F. Zabłocki, 1866

Spichrze młyna parowego na Solcu w Warszawie – ryt. R. Baumann, 1861

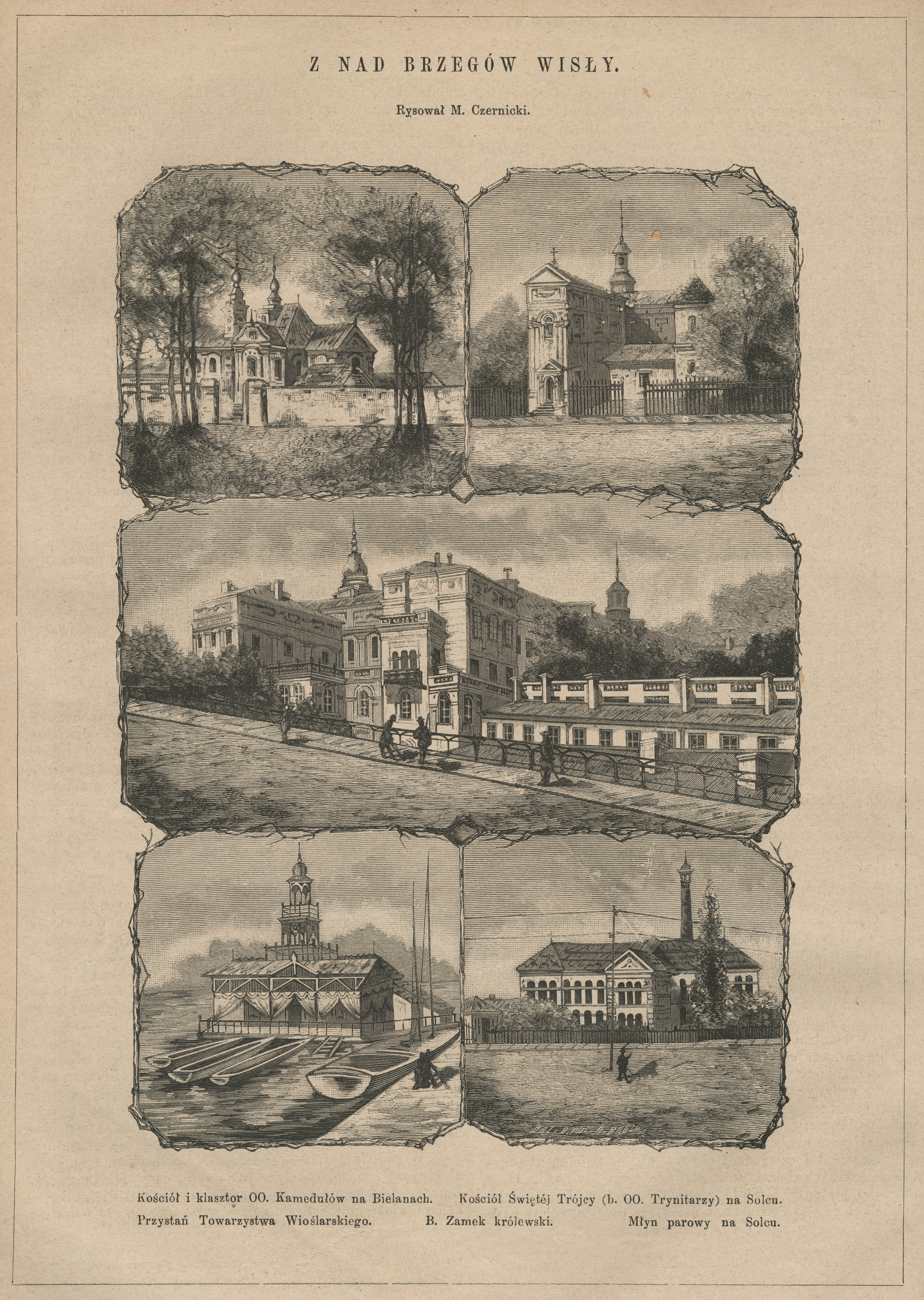
Z nad brzegów Wisły – B. Puc, 1884, [prawy dolny róg:] Młyn parowy na Solcu

Młyn parowy na Solcu – pierwszy w Królestwie Polskim młyn parowy, uruchomiony w XIX wieku na warszawskim Solcu przez Towarzystwo Wyrobów Zbożowych.

## Historia
W 1825 roku ziemianie i przemysłowcy założyli spółkę pod nazwą Towarzystwo Wyrobów Zbożowych. W tym gronie zdecydowano o budowie pierwszego młyna parowego. Rok później na Solcu ruszyła jego budowa według projektu architektonicznego autorstwa Adolfa Schucha (Szucha), który wzorował się na rozwiązaniach ze Stanów Zjednoczonych. Czteropiętrowy młyn zaczął działać w 1828 roku, zatrudniał wówczas 100 robotników. Młyn działał wtedy na maszynie 60-konnej i składał się z 12 złożeń „kamieni francuskich”. 
W 1834 roku z powodu długów spółki i problemów politycznych po powstaniu listopadowym, Bank Polski zajął zakład, a dwa lata później wystawiono młyn na licytację. Przez rok przedsiębiorstwem zarządzali „Bracia Łubieńscy”. 
Od 1837 roku młyn był własnością Piotra Steinkellera. Nowy właściciel wprowadził nowoczesne rozwiązania, m.in. dobudowując trzy nowe spichrze, stawiając tartak i fabrykę fornirów oraz tanich kafli. Również na terenie młyna rozpoczął produkcję powozów i dyliżansów. Dodatkowo wybudował nad brzegiem Wisły żuraw do przenoszenia ciężarów oraz kazał położyć tory od rzeki do młyna, by koń mógł wozić towar. Dobudowano też piekarnię (w 1856 roku), wypiekającą parowy chleb (tańszy niż w innych miejscach o grosz [o 2 grosze] na bochenku) i bednarnię. 
Konkurencja zagraniczna i wysokie cła odbiły się na ilości towarów, co spowodowało obniżenie zatrudnienia: w 1842 roku było 72 robotników, w 1841 – 51, w 1846 – 41, w 1847 – 48.
W 1847 roku wartość tej wielobranżowej fabryki wynosiła ok. 280 921 rubli i 92,5 kopiejki.
Po upadku powstania styczniowego w młynie do 1865 roku ukrywał się Aleksander Waszkowski, naczelnik Warszawy i ostatni dyktator powstania.
W 1868 (w 1870) młyn i spichlerze zostały przebudowane pod władaniem spółki Stanisława Lilpopa i Wilhelma Rau, a na spalonych terenach jeszcze w 1854 roku powstały koszary wojskowe (tzw. Koszary Blocha) za sprawą nowego właściciela Jana Gotlieba Blocha.
W 1849 roku Steinkeller ogłosił bankructwo. Młyn ponownie przeszedł na własność Banku Polskiego (Steinkeller został mianowany dyrektorem przedsiębiorstwa). 
Po przejęciu zakładów Steinkellera, Gotlieb:

...wkrótce młyn, zw. „dawniej bankowy", przerobił na system walcowy, przyczem skład maszyn rozdrabiających jest obecnie następujący: 10 złożeń kamieni francuzkich (o śred. 1,5 m.) i 9 podwójnych (tj. z 2 parami walców) stolców walcowych (systemu WÖRNER'a z Budapesztu), z których sześć t. zw. śrutowe, posiadają żelazne walce rowkowane, natomiast pozostałe trzy, zw. rozczynowemi, mają żelazne walce gładkie. Ogólny przemiał roczny, wynosi do 100,000 korcy zboża (przeważnie żyta).

W 1899 w warszawskiej branży młynarskiej pojawiło się Towarzystwo Akcyjne „Warszawski Młyn Parowy" i jako pierwszy zakład młynarski zaczęło eksportować do Rosji.
Młyn podlegał stopniowej rozbiórce, resztki zabudowań zniszczono w czasie II wojny światowej.
W historii młyna parowego na Solcu zapisały się też liczne pożary: w 1851 roku, 7 lipca 1854 roku, 28 lipca 1866 roku i w 1869 roku. 
Po pożarze w 1851 odbudowa objęła także wymianę maszyny parowej: zastosowano nową (wynalezioną w 1804 roku) sprzężoną, 120-konną maszynę parową w dwucylindrowym systemie Woolfa. Mogła ona poruszać nie tylko kamienie młyńskie, ale też olejarnię i tartak.
W 1855 roku eksplodował w młynie kocioł machiny parowej.